# Lee Todd
Lee Todd (* 17. März 1972 in Hartlepool) ist ein ehemaliger englischer Fußballspieler. Er spielte auf der Position des Verteidigers.

## Karriere
Als Verteidiger bei seinem Heimatverein Hartlepool United gestartet, verließ er diesen 1990 ohne Transfersumme in Richtung Stockport County, wo er in sieben Jahren 226 Ligaspiele bestritt und dabei zwei Tore erzielte.
Einziger großer Verein seiner Karriere war der FC Southampton, bei welchem er zwischen 1997 und 1998 spielte. In der Premier League lieferte er zehn Spiele ab und verschwand nach 1998 im Amateurfußball. Zuletzt stand er von Oktober 2003 bis Januar 2004 bei Stalybridge Celtic in der Northern Premier League unter Vertrag.